# Heidelberger TV
Der Heidelberger Turnverein (HTV) wurde im Jahr 1846 gegründet und ist damit der älteste Turnverein Heidelbergs. Zu den ursprünglichen Angeboten Turnen, Blasmusik, Chorgesang und dem Lösch- und Übungsangebot einer Turnerfeuerwehr kamen später auch Frauenturnen, Leichtathletik und die ersten Ballspiele. Rugby, Hockey, Ski- und Wassersport folgten zwischen den beiden Weltkriegen und später auch Basketball, Volleyball, Badminton, Tennis und Football.

## American Football
Die American-Football-Mannschaft des HTV läuft unter dem Namen „Heidelberg Hunters“ im Spielbetrieb auf. Neben einer Herrenmannschaft gibt es Nachwuchsmannschaften, Flag-Football-Mannschaften und mehrere Cheerleader-Gruppen. Die Heidelberg Hunters tragen ihre Heimspiele auf dem Hans-Hassemer-Platz (HTV-Sportgelände) oder im Fritz-Grunebaum-Sportpark in Heidelberg aus.
Ab der Saison 2022/23 spielen die Hunters in der Regionalliga.

## Badminton
Die Badmintonabteilung gehört zu den jüngeren Abteilungen des HTV. Neben mehreren aktiven Mannschaften im Spielbetrieb des Baden-Württembergischen Badminton-Verbands, besteht ein großer Anteil an Freizeitspielern.

## Basketball
Die erfolgreichste Zeit der Basketballabteilung des HTV lag in den 1950er und 1960er Jahren, als die Damen insgesamt sieben Mal Deutscher Meister werden konnten. Die Herren erreichten im gleichen Zeitraum zwei Mal die deutsche Vizemeisterschaft. Die Jugend gewann mehr als zehn Landesmeistertitel in den 1980er und 1990er Jahren. Die C-Jugend weiblich wurde 1992 deutscher Vizemeister, ebenso die C-Jugend männlich in den Jahren 1995 und 1999. Die Senioren III wurden 1983 Deutscher Meister.
In den HTV-Jugendmannschaften spielten u. a. Maike Mocikat, Lenka Bartholomé, Marlu Mono, Lenssa Mohammed, Tobi und Christian Stoll, Jonathan Weber, Nick von Olberg und Mario Stojic.
Heute spielen die Basketballer des HTV im Amateurbereich und stellen drei Herren-, sechs Jugendmannschaften und mehrere Kinder- und Freizeitgruppen.

## Rugby
Heidelberg ist eine Hochburg des Rugbysports in Deutschland. Die Rugbymannschaft des Heidelberger TV stand dreimal im Endspiel um die deutsche Meisterschaft (1974, 1979 und 1994) und konnte 2014 und 2015 den DRV-Pokal gewinnen. Derzeit spielt die Rugbymannschaft in der 2. Bundesliga.

## Volleyball
Die Volleyballabteilung wurde 1977 gegründet. Zunächst als Freizeit-  und Breitensportergänzung gedacht, entwickelte sich eine große Abteilung mit fünf Herren-, drei Damen und diversen Jugendmannschaften. In der Spitze spielen die HTV-Volleyballer männlich und weiblich meist in Ober- und Regionalligen. Die männliche Jugend gehört mittlerweile zu den besten in Nordbaden.
Die Abteilung zeichnet sich auch durch eine hohe Veranstaltungskompetenz aus und konnte mehrfach als Partnerverein des Smart-Beach-Cup und des DVV-Pokalfinals in Erscheinung treten.
Beachvolleyball wird ebenfalls gespielt und auf der Sportanlage am Hans-Hassemer-Platz stehen drei wettkampftaugliche Beachfelder zur Verfügung.

## Tennis
Die Tennisabteilung des HTV wurde 1981 gegründet, es folgte der Bau von Tennisplätzen. Die Tennisabteilung des HTV nimmt an der Medenrunde des BTV teil. Der überwiegende Teil der Abteilung spielt Tennis im Freizeitbereich, abseits des Wettspielgeschehens.

## Kindersportschule
Als Ergänzung des Kindersportangebots der Abteilungen und um den Abteilungen Kinder zuzuführen, betreibt der HTV seit 2010 eine Kindersportschule, in der Kinder zwischen zwei und zehn Jahren eine sportartübergreifende Grundausbildung erhalten und die verschiedensten Sportarten ausprobieren können.

## Turnen
Die Turnabteilung ist die älteste und mit 600 Mitgliedern auch die größte Abteilung des HTV. Sie besteht seit dem Gründungsjahr 1846. Die Abteilung gehört zu den Gründungsmitgliedern der Kunstturngemeinschaft Heidelberg (KTG). Heute arbeitet die Turnabteilung eng mit dem Turnzentrum Heidelberg zusammen. In der Turnabteilung des HTV turnen überwiegend Mädchen und Frauen, während der männliche Bereich nur am Rande existiert. Vom Eltern-Kind-Turnen, über das allgemeine Turnen, bis hin zum leistungsorientierten Turnsport wird in der Abteilung alles angeboten. Die Erste Mannschaft des HTV stieg 2016 als Wettkampfgemeinschaft mit der KTG Heidelberg in die Regionalliga auf und startet dort seit 2017 nur noch unter KTG Heidelberg. Seither turnt die erste Mannschaft des Heidelberger Turnvereins in der Verbandsliga.

## Jedermann
In der Jedermann-Abteilung des HTV finden sich u. a. ehemalige Aktive der anderen Abteilungen, um gemeinsam Freizeit-Sport – z. B. beim Kicken oder bei Gymnastik – zu machen.

## Fitness- und Gesundheitssport
In der Abteilung Fitness- und Gesundheitssport werden gesundheitsorientierte Sportangebote wie Pilates, Zirkeltraining, Rückenkurse und vieles mehr angeboten.